# Emmanuel Rosseels
Emmanuel Rosseels (Antwerpen, 11 juli 1818 - aldaar, 2 december 1904) was een Vlaams toneelschrijver.

## Levensloop
Hij werkte eerst als bontwerker bij zijn vader en ging vervolgens als klerk aan het werk op het kantoor van een bankier, om daarop makelaar in effecten te worden. Op 8 juli 1876 werd hij benoemd tot beheerder van het Plantin-Moretusmuseum. 
Hij speelde een rol in het Antwerpse verenigingsleven, als:
- voorzitter van De Olijftak,
- oprichter van De Scheldezonen,
- medestichter van het Nederlandsch Kunstverbond,

Na 1830 was hij een van de eersten die streefden naar een herleving van het Vlaamse toneel. Als jongeman was hij betrokken bij de Vlaamse Beweging, waarbij hij bevriend was met Theodoor van Ryswyck. 
Hij poogde de Vlaamse taalkunde te doen opbloeien door het uitgeven van het tijdschrift De Vlaemsche Letterbode, dat in Antwerpen verscheen tussen 1843 en 1845. 
Hij bekeerde zich tot het protestantisme en schreef in 1879 een paar brutale antikatholieke stukken.

## Werken (selectie)
- 1835: Julia of muziek en liefde, (niet gepubliceerd)
- 1839: Herman de dronkaerd
- 1840; Het Dorpsmeisje
- 1841: De verfranschte landmeisjes
- 1841: De witte lykbidder of het feest in den kelder
- 1842: Alfried en Karolina, of de stemme des bloeds
- 1842: Gedichten van Bellamy
- 1846: Richilde
- 1850: Laster en onschuld
- 1852: Theodoor van Ryswyck of Schuw de plaatsen waar de plagen vallen
- 1854: De duivenmelker
- 1860: Een man die groen ziet
- 1860: Twee broeders
- 1874: Francis Alard
- 1879: Die brave mijnheer Zakkers
- 1879: Voor heden en morgen
- 1879/80: Dramatische werken
- 1886: Het huis van Christoffel Plantijn